# Волинський Сергій Ярославович
Сергій Ярославович Волинський (нар. 31 січня 1992, Україна) — український військовик, майор, з 13 квітня 2022 року — в.о. командира 36-ї окремої бригади морської піхоти. Учасник російсько-української війни, учасник оборони Маріуполя. Має вищу освіту. Герой України (2022).
2022 року увійшов до рейтингу «30 до 30: обличчя майбутнього» від «Forbes».

## Біографія
Народився і виріс у м. Полтаві. Після 9 класу вступив до Кременчуцького військового ліцею, а потім — до Національної академії сухопутних військ імені гетьмана Петра Сагайдачного.
До 2014 року проходив військову службу в підрозділі морської піхоти в Криму. Після окупації Криму разом із побратимами, які не зрадили Військовій присязі, повернувся на материкову Україну і продовжив службу у підрозділі морської піхоти в м. Миколаєві.
Брав участь у антитерористичній операції у Донецькій та Луганській областях, частини яких також перебувають під тимчасовою окупацією Росії. Отримав військові нагороди за службу.

### Російське вторгнення в Україну (2022)
Під час російського вторгнення в Україну 2022 року, як один з командирів 36-ї окремої бригади морської піхоти, брав участь в обороні Маріуполя.

#### Облога Маріуполя
13 квітня 2022 року, частина 36-ї ОБрМП під командуванням Сергія Волинського успішно з'єдналась з полком «Азов» для продовження спільного спротиву на території металургійного комбінату «Азовсталь». Про це повідомили у спільному відеозверненні командир «Азову» Денис Прокопенко та Сергій Волинський.
18 квітня 2022 року, вже як в.о. командира 36-ї ОБрМП написав листа папі римському Франциску, аби той допоміг врятувати людей з Маріуполя.
20 квітня 2022 року, звернувся із заявою до світових лідерів Джо Байдена, Реджепа Тайїп Ердогана, Бориса Джонсона та Володимира Зеленського з проханням деблокувати Маріуполь для евакуації цивільного населення — в тому числі дітей, поранених та загиблих, які перебувають у підвалах оточеного комбінату «Азовсталь».
27 квітня 2022 року, в ході блокади Маріуполя записав чергове відеозвернення, в якому закликав застосувати до українських бійців та цивільних, заблокованих у Маріуполі, процедуру екстракшен за прикладом Дюнкеркської операції часів Другої світової війни. Сергій повідомив, що в угрупованні українських військ на «Азовсталі» є понад 600 поранених бійців і їм дуже потрібна медична допомога. Також на території є поранені цивільні.
7 травня 2022 року виклав в мережі Фейсбук пост з різкою критикою світової влади та бездіяльністю щодо порятунку військового гарнізону Маріуполь. Та закликав докласти максимум зусиль для його порятунку.

#### Полон
20 травня 2022 року, останніми з евакуйованих з «Азовсталі» вийшли командири збройних формувань оборони Маріуполя з якими вийшов і Сергій.
21 травня 2022 року, на телеграм-каналі російського пропагандистського видання РИА Новости з'явилось відео з майором Волинським, де він повідомив що всі морпіхи 36-ї окремої бригади евакуйовані.

#### Звільнення
21 вересня 2022 року був визволений з полону при обміні військовополоненими. Інтернований на територію Туреччини разом з командирами оборонців Маріуполя: Денисом Прокопенком, Святославом Паламаром, Олегом Хоменком, Денисом Шлегою.
8 липня 2023 року повернений на територію України.

## Військові звання
- Старший лейтенант (на 25.12.2015)
- Капітан (на 02.07.2020)
- Майор (2021)

## Нагороди
- Звання Герой України з врученням ордена «Золота Зірка» (1 жовтня 2022) — за особисту мужність і героїзм, виявлені у захисті державного суверенітету та територіальної цілісності України, самовіддане служіння Українському народові, вірність військовій присязі[13][14]
- Орден Богдана Хмельницького III ступеня (3 травня 2022) — за особисту мужність і самовіддані дії, виявлені у захисті державного суверенітету та територіальної цілісності України, вірність військовій присязі[15]
- Орден «За мужність» III ступеня (25 грудня 2015) — за особисту мужність і самовідданість, виявлені у захисті державного суверенітету та територіальної цілісності України, високий професіоналізм, вірність військовій присязі[16]
- Медаль «За військову службу Україні» (2 липня 2020) — за особисту мужність, виявлену під час бойових дій, зразкове виконання військового обов'язку та з нагоди Дня ВМС ЗСУ[17]
- Відзнака Президента України «За участь в антитерористичній операції».